# Alexander Hartl
Alexander Hartl (* 26. August 1965) ist ein ehemaliger deutscher Voltigierer, bayerischer Voltigier-Landestrainer und erster Vorsitzender des Voltigiervereins Ingelsberg.

## Leben und Karriere
Der ausgebildete Friseurmeister begann vergleichsweise spät – im Alter von sechzehn Jahren – mit dem Voltigieren, absolvierte aber dennoch eine erfolgreiche Karriere als Einzelvoltigierer: so erzielte er beispielsweise eine Bronzemedaille bei den Deutschen Meisterschaften 1991 und vordere Platzierungen bei Europameisterschaften. 
Seit 1983 ist Hartl als Voltigierausbilder tätig. 1995 übernahm er den Vorsitz des Voltigiervereins Ingelsberg und führte seine Mannschaften und Einzelvoltigierer (wie Anja Barwig) als Longenführer und Trainer zu zahlreichen Medaillen bei hochkarätigen Voltigierwettkämpfen. Zusätzlich ist Alexander Hartl als Voltigierrichter tätig.

## Erfolge als Longenführer und Trainer (Auswahl)
Die folgenden Titel wurden, falls nicht anders vermerkt, mit der ersten Mannschaft des VV Ingelsberg erzielt:
Weltmeisterschaften
- Gold: 2000, 2004, 2008
- Silber: 2010

Europameisterschaften
- Gold: 2007, 2009 (Juniorteam)
- Silber: 2005, 2007 (Juniorteam), 2010 (Juniorteam)
- Bronze: 2009

Deutsche Meisterschaften
- Gold: 2000, 2003, 2004, 2005, 2009 (Juniorteam), 2014 (Juniorteam)
- Silber: 1999, 2001, 2002, 2006, 2008, 2010
- Bronze: 1997, 2009

## Auszeichnungen
1991 wurde Hartl für seine Turniererfolge als Einzelvoltigierer das Deutsche Voltigierabzeichen in Gold durch die Deutsche Reiterliche Vereinigung (FN) verliehen. 2009 erhielt er durch die FN die Auszeichnung als „Voltigiermeister“ für seine langjährigen herausragenden Leistungen als Longenführer und als Ausbilder von Voltigierpferden und Spitzensportlern sowie für sein Engagement im Voltigiersport. Nach Agnes Werhahn ist er der zweite Trainer im Voltigiersport, der mit dem Titel ausgezeichnet wurde.